# Blodbadsplanschen
Blodbadsplanschen eller Blodbadstavlan är en av de äldsta kända avbildningarna av Stockholm, beställd i propagandasyfte av Gustav Vasa 1524, och skildrar kritiskt Kristian II:s aktiviteter i huvudstaden i samband med Stockholms blodbad i november 1520.
Planschen var ursprungligen ett träsnitt utfört av Kort Steinkamp och Hans Kruse i Antwerpen. Originalet gick förlorat i Cruuska palatset vid Riddarholmsbranden 1802, men en avbild i form av ett kopparstick finns bevarat, utfört av Dionysius Padt-Brugge för Magnus Gabriel De la Gardie 1676.

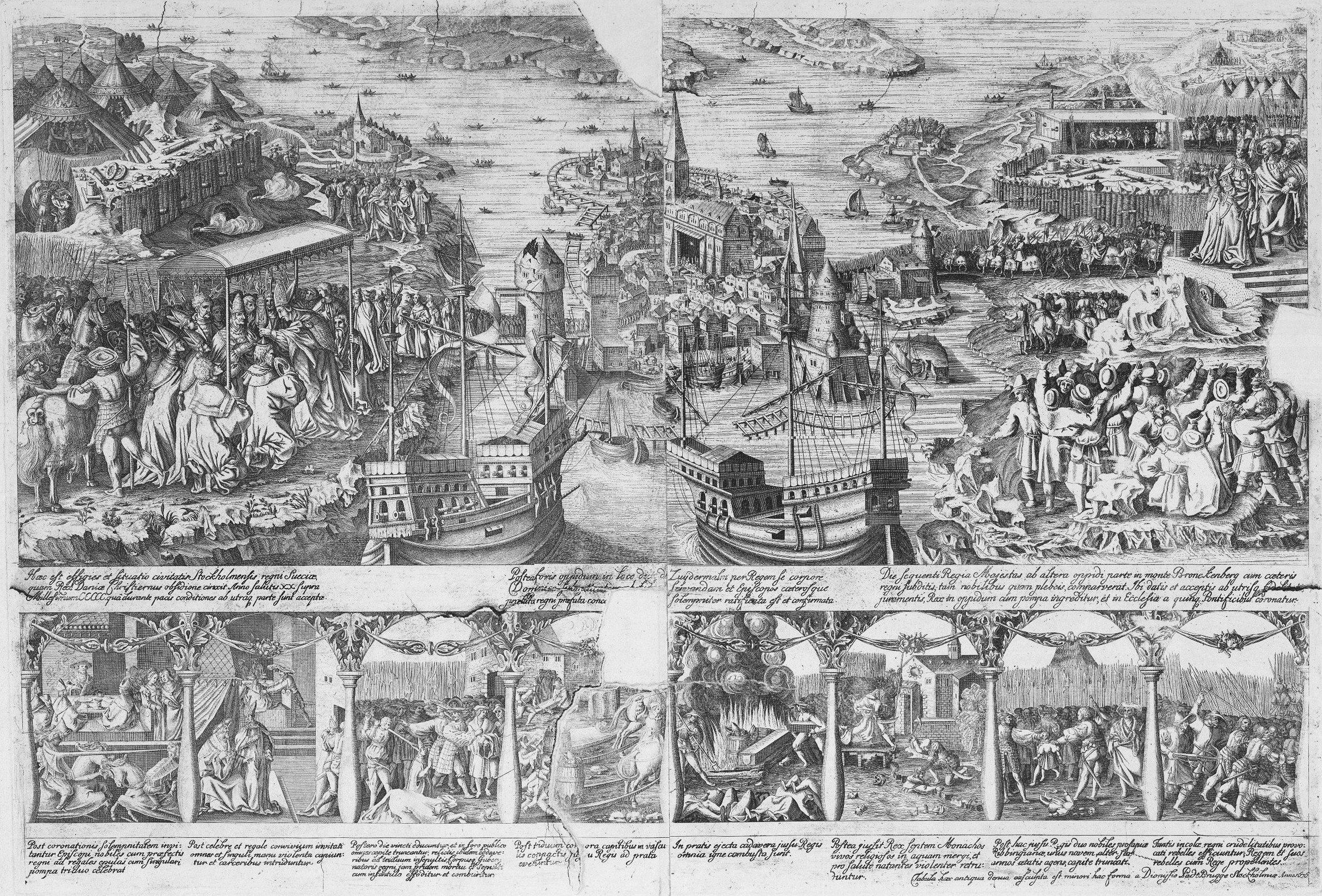
Kopparsticket av Blodbadstavlan i okolorerat tryck.
Stockholm visas mot väst med nuvarande Södermalm till vänster och nuvarande Norrmalm till höger.

## Motiv

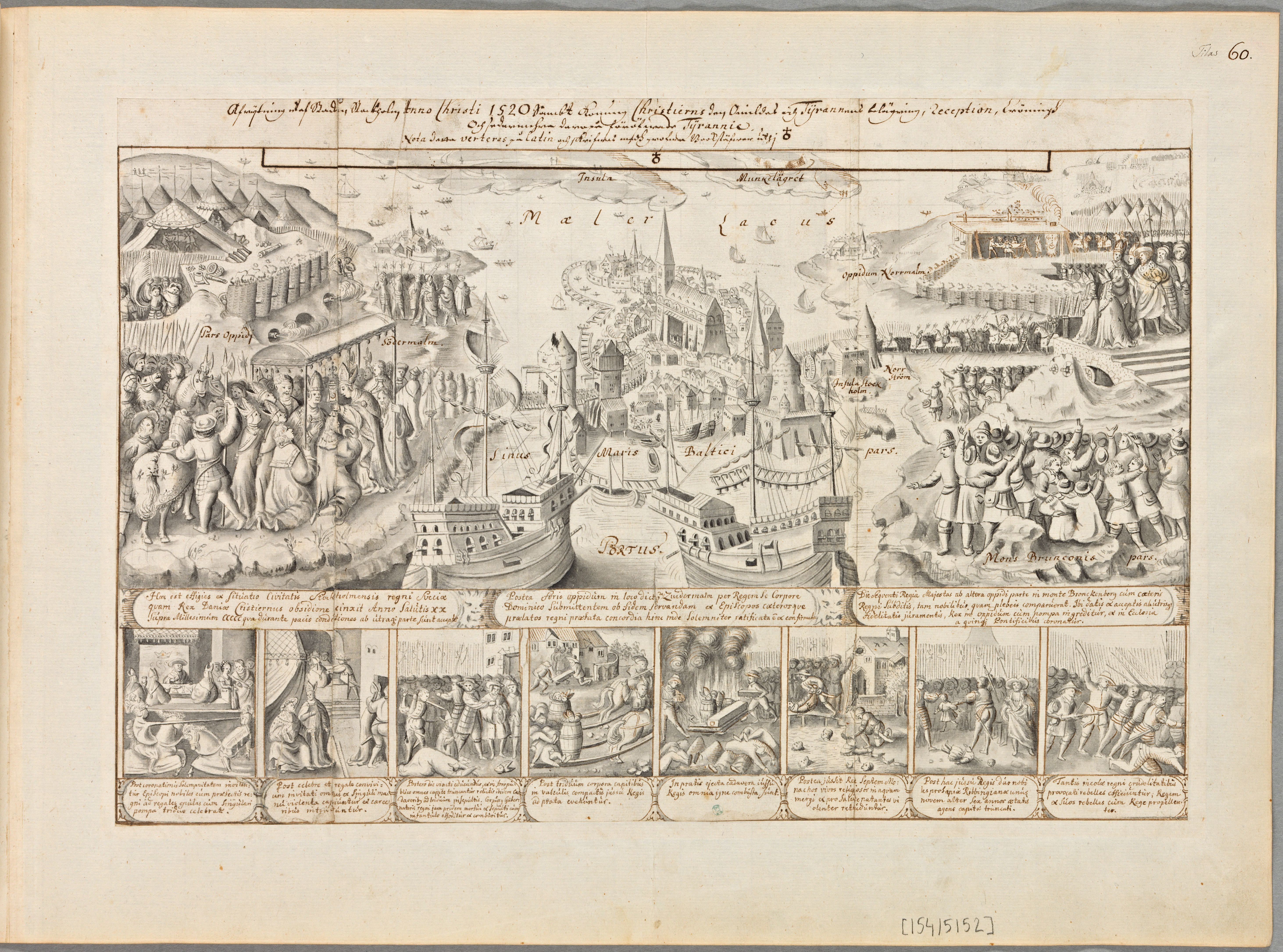
Johan Litheims tecknade kopia 1691 av Dionysius Padtbrügges gravyr, som i sin tur var en kopia av ett träsnitt beställt av Gustav Vasa i Antwerpen 1524. Laveringen mäter 28 x 41 cm och är i Kungliga bibliotekets arkiv.

Huvudbilden återger Stockholm i fågelperspektiv från öster. Bland de framhävda landmärkena i tavlans övre del märks Maria Magdalena kapell, Yttre söderport (med sönderskjuten takhuv), Riddarholmen, Pålkransen, Storkyrkan, Slottet Tre Kronor, Gråbrödraklostret, Helgeandsholmen och Sankta Klara kloster.
Den undre delen visar åtta scener, från vänster:
1. Kungabanketten på Slottet Tre Kronor.
2. Kristian II och ärkebiskop Gustav Trolle.
3. Blodbadet på Stortorget. Biskoparna avrättas .
4. Sten Stures kista tas upp ur graven.
5. De avrättade och Sten Stures och hans söners kistor brännes.
6. Massakern i Nydala kloster.
7. Gossarna Ribbing avrättas på torget i Jönköping den 23 december 1521.
8. Gustav Vasa och dalkarlarna driver danskarna ut ur landet.

### Avvikelser
Gråbrödraklostret ligger felaktigt avbildat i ungefär nord/syd, ska vara öst/väst, kyrkan saknar det långsträckta högkoret, tornet har spira vilket det inte fick förrän i slutet av 1500-talet. Avståndet mellan inre och yttre Söderport framställs som mycket kort, tornen är även mycket överdimensionerade.  Även avståndet mellan södra stadsporten och Slottet Tre kronor har blivit så kort att det bara redovisas en av de båda medeltida hamnarna, som var Kogghamn och Fiskartorget.